# لیتل راک، شهرستان بلترامی، مینه‌سوتا
لیتل راک (به انگلیسی: Little Rock) یک منطقهٔ مسکونی در ایالات متحده آمریکا است که در شهرستان بلترامی، مینه‌سوتا واقع شده‌است. لیتل راک ۱٬۲۰۸ نفر جمعیت دارد و ۳۶۴٫۸۵ متر بالاتر از سطح دریا واقع شده‌است.